# Tomás da Anunciação

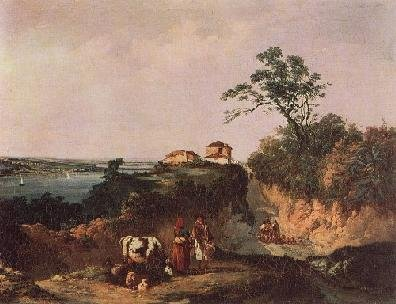
Vista de Amora

Tomás José da Anunciação fue un pintor portugués del romanticismo nacido en Lisboa el 26 de octubre de 1818 y fallecido en esa misma ciudad el 3 de abril de 1879, que después de trabajar en diferentes géneros, se dedicó a la pintura de animales. 
Da Anunciação estudió en Lisboa, en la Academia das Belas-Artes (convento de San Francisco), donde también llegó a enseñar. Enseñó paisajismo a José Malhoa. 
Fue contemporáneo de José Rodrigues, Francisco Augusto Metrass, Miguel Ângelo Lupi y el vizconde de Meneses entre otros.

## Obra
- Rio de Sacavem, 1850, (litografía)[1]
- Vista de Amora, 1852

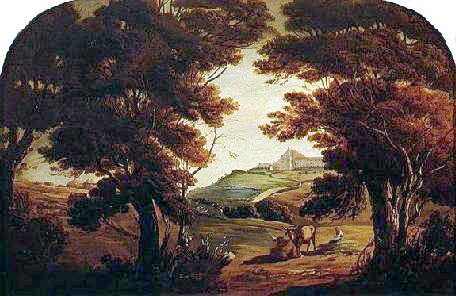
Vista da Penha de França

- Vista da Penha de França, Lisboa, 1857
- O Vitelo, 1871